# 2019 au Maroc
Chronologie du Maroc
- 2015
- 2016
- 2017
- 2018
- 2019
- 2020
- 2021
- 2022
- 2023

Cet article présente les faits marquants de l'année 2019 au Maroc ou relatifs au Maroc.

## Événements
- 3 janvier 2019 : Le service préfectoral de la police judiciaire de Tanger procède au démantèlement d'un réseau criminel impliqué dans l'organisation d'opérations d'émigration clandestine contre des sommes d'argent et la traite d'êtres humains.
- 30-31 mars : le Pape François est en visite au Maroc[1].
- 18 juillet : les responsables des Meurtres de Louisa Vesterager Jespersen et Maren Ueland sont condamnés à mort[1].
- 23 septembre-16 octobre : procès et condamnation de Hajar Raissouni pour avortement et « débauche »[1].
- 13 octobre : démission de Salaheddine Mezouar, président de la Confédération générale des entreprises du Maroc[1].
- 26-31 décembre : Omar Radi est arrêté et inculpé pour outrage à magistrat[1].

## Sports
- Les Jeux africains de 2019, douzième édition des Jeux africains, ont lieu du 19 au 31 août 2019 à Rabat, au Maroc.
- L'Africa Eco Race 2019 est le 11e Africa Eco Race. Le départ fictif est donné à Monaco le 30 décembre 2018. Le départ officiel se déroule à Nador au Maroc deux jours plus tard. Les concurrents arrivent à Dakar le 13 janvier 2019.
- Le Meeting international Mohammed-VI 2019 se déroule le 16 juin 2019 au Stade Moulay Abdallah de Rabat, au Maroc. Il s'agit de la sixième étape de la Ligue de diamant 2019.

### Football
- Le Tournoi féminin des moins de 20 ans de l'Union nord-africaine de football 2019 est la première édition du Tournoi féminin des moins de 20 ans de l'Union nord-africaine de football. La compétition a lieu au Maroc dans la ville de Tanger du 1er au 8 octobre 2019[2].
- La saison 2018-2019 de la Botola Pro1 IAM est la 103e édition du Championnat du Maroc de football. Il s'agit de la 8e édition du championnat sous l'ère professionnelle, et la dernière sous la dénomination  Botola Pro1 IAM suite l'arrivée à terme du contrat de sponsoring avec l'opérateur téléphonique. Elle voit le sacre du Wydad AC qui remporte son 20e titre de champion du Maroc dans l'histoire.
- La saison 2019-2020 de la Botola Pro1 est la 104e édition du Championnat du Maroc de football. Il s'agit de la 9e édition du championnat sous l'ère professionnelle. Le Raja CA remporte le 12e titre de championnat de son histoire.
- Le Championnat du Maroc de football D2 2018-2019 est la 63e édition du championnat du Maroc de football D2. Elle oppose 16 clubs regroupées au sein d'une poule unique où les équipes se rencontrent deux fois, à domicile et à l'extérieur. En fin de saison, les deux derniers sont relégués et remplacés par les deux premiers clubs du National, l'équivalent de la D3 au Maroc. Les deux premières places sont qualificatives à la Botola Pro 2019-2020.
- Le Championnat du Maroc de football de deuxième division 2019-2020 est la 64e édition du championnat du Maroc de football D2. Elle oppose 16 clubs regroupées au sein d'une poule unique où les équipes se rencontrent deux fois, à domicile et à l'extérieur. En fin de saison, les deux derniers sont relégués et remplacés par les deux premiers clubs du National, l'équivalent de la D3 au Maroc. Les deux premières places sont qualificatives à la Botola Pro 2020-2021.
- Le Championnat du Maroc de football D3 2018-2019 oppose 16 clubs regroupés au sein d'une poule unique où les équipes se rencontrent deux fois, à domicile et à l'extérieur.
- Le Championnat du Maroc de football de troisième division 2019-2020 a opposé 16 clubs regroupés au sein d'une poule unique où les équipes se rencontrent deux fois, à domicile et à l'extérieur.

- La Coupe du Trône 2018-2019 est la 63e édition de la Coupe du Trône de football.
- La Coupe du Trône 2019-2020 est la 64e édition de la Coupe du Trône de football.

- La saison 2018-2019 du Raja Club Athletic est la 70e de l'histoire du club depuis sa fondation le 20 mars 1949. Elle fait suite à la saison 2017-2018 dans laquelle le Raja a remporté la Coupe du trône et s'est classé 6e en Championnat. Il s'agit de la deuxième saison de Juan Carlos Garrido au poste d'entraîneur, avant qu'il ne soit remplacé par le Français Patrice Carteron en cours de saison.
- La saison 2019-2020 du Raja Club Athletic est la 71e de l'histoire du club depuis sa fondation le 20 mars 1949. Elle fait suite à la saison 2018-2019 qui a vu le Raja remporter la Coupe de la confédération et la Supercoupe de la CAF.

### Tennis
- L'édition féminine 2019 du tournoi de tennis du Maroc se déroule du 29 avril au 4 mai à Rabat, sur terre battue en extérieur. Elle appartient à la catégorie International. María Sákkari remporte le tournoi en simple, María José Martínez Sánchez et Sara Sorribes Tormo celui en double.
- L'édition masculine 2019 du tournoi de tennis du Maroc se déroule du 8 au 14 avril à Marrakech, sur terre battue en extérieur. Elle appartient à la catégorie ATP 250. Benoît Paire remporte l'épreuve en simple, Jürgen Melzer et Franko Škugor celle en double.

## Culture
- Le Festival international du film de femmes de Salé 2019, 13e édition du festival, se déroule du 16 au 21 septembre 2019.
- Adam est un film dramatique franco-belgo-marocain réalisé par Maryam Touzani, sorti en 2019.
- De sable et de feu est un drame non historique italo-marocain réalisé par Souheil Ben Barka sorti en 2019.
- Les Égarés est un film dramatique marocain réalisé par Said Khallaf, sorti en 2019[3],[4],[5].
- Les Épouvantails est un film principalement tunisien réalisé par Nouri Bouzid et sorti en 2019.
- Les Femmes du Pavillon J est un film marocain, sorti en 2019.
- La Mélodie de la Morphine (Arabe : ميلوديا المورفين, English : The Morphine Melody) est un long métrage marocain complété en 2019, écrit et réalisé par Hicham Amal. Le film raconte l’histoire de Saïd Ettayer, interprété par Hicham Bahloul, un fameux violoniste qui perd la mémoire dans un accident de la route. Progressivement, il commence à se rappeler tous ses souvenirs et sa vie reprend son cours normal. Cependant, quelques jours plus tard, il réalise qu’il ne se rappelait plus comment il créait la musique…
- Le Miracle du saint inconnu est un film marocain réalisé en 2019 par Alaa Eddine Aljem avec, notamment, les acteurs Younes Bouab et Salah Bensalah[6]. Il est présenté à la semaine de la critique lors du Festival de Cannes 2019[7],[8].